# Vaiusu
Vaitele ist ein Ort auf der Insel Upolu in Samoa, ein Vorort der Hauptstadt Apia.

## Geographie
Vaiusu liegt zentral an der Nordküste der Insel, im Westen der Hauptstadt und an der Vaiusu Bay. In der Umgebung liegen die Siedlungen Vaigaga, Elisefou, Talimatau und Vailoa.
Vaiusu hatte 2016 ca. 2686 Einwohner.
Im Ortsgebiet mündet der Fuluasou River in die Vaiusu Bay.

## Kultur
Ein Großteil des Ortes gehört zur katholischen Kirche. Es gibt auch Muslime, die eine eigene Moschee an der Main Road in Vaiusu-Tai unterhalten. Außerdem eine Gemeinde der Assembly Of God (AOG).

## Klima
Das Klima ist tropisch heiß, wird jedoch von ständig wehenden Winden gemäßigt. Ebenso wie die anderen Orte von Samoa wird Vaiusu gelegentlich von Zyklonen heimgesucht.